# Тръвна
Тръвна (кошерище) се нарича вид примитивен неразборен кошер, който и днес е разпространен в България. Има конусовидна форма и се изплита от върбови или лескови пръчки. Отвън се измазва със смес от глина, дървена пепел и говежда тор. Покрива се с „шапка“ изработена от слама или папрат. По този начин се предпазва тръвната от неблагоприятните метеорологични условия.
Тръвните се разделят на големи, средни и малки.
Големите са с височина около 70 см. Малките са с височина около 50 см.
Предимството на тези кошери е, че се изработват лесно от подръчни материали и за пчелните семейства не се полагат специални грижи.
Недостатък е, че питите са прикрепени неподвижно и по този начин почти не може да се направи преглед на пчелите.